# Анничка (фільм)
«Анни́чка» — український радянський художній фільм 1969 року кінорежисера Бориса Івченка.

## Сюжет
1943 рік. Німецька поліція на окупованій Гуцульщині вимагає від ґазди Кметя, щоб він послав до них свою дочку Анничку на службу. Кметь погоджується, але насправді ненавидить поліцаїв, бо вони вже забрали його сина.
Випадково опинившись на місці недавніх боїв, Анничка знаходить у лісі пораненого червоноармійця Андрія. Той побоюється, що дівчина здасть його німцям, але все ж просить допомогти йому. Анничка переховує Андрія в печері. Ввечері вона повертається до нього, принісши воду, а батькам каже, що була на побаченні з Романом.
Анничка ріже собі руку, щоб отримати привід піти до знахарки та отримати в неї мазь для лікування Андрія. Поліцаї розшукують червоноармійця, але не знаходять. Анничка відносить Андрію хліб і каже, що більше не прийде. Дорогою додому вона зустрічає Романа, Кметь підглядає за ними.
Починається злива і Анничка вирішує повернутися за Андрієм. Щоб привернути її увагу, той вистрілює всі набої з автомата. Андрій просить Анничку повідомити про нього антинімецькому підпіллю. Але в той час у селі поблизу організовують табір для військовополонених. Романа ставлять охоронцем, він отримує гарну платню та купує Анничці срібний тризуб. Місцеві парубки проте з презирством ставляться до Романа, який прагне вислужитися перед окупантами. Вони зауважують, що один з них, Іванко, зник.
Роман везе Анничку з собою на зустріч із німцями, зокрема оберштурмфюрером, де просить Анничку заспівати їм. Проте німці віддають перевагу своїй музиці. Потім поліцай повідомляє про «сюрприз»: німці схопили Іванка та інших партизанів і примушують їх босоніж танцювати на битому склі. Роман заявляє, що не хоче бути присутній на цьому дійстві, проте поліцайка Серафима дорікає йому в боягузтві і той лишається. Коли полонені відмовляються танцювати, поліцай наказує розстрілювати їх по одному, поки Іванко не починає танцювати по склу, а потім його все одно застрелюють.
Вдома Анничка розповідає батькові що сталось, але він байдужий до долі полонених. Тоді Анничка переховує Андрія в клуні, допомагає йому навчитися заново ходити. Кметь дізнається про Андрія та відвідує його. Він каже, що Анничка не повернеться, бо скоро одружиться з Романом. Але Андрій не вірить йому. Тоді Кметь попереджає, що німці влаштують наступного дня облаву та вб'ють усіх, якщо дізнаються, що в селі ховався червоноармієць. Андрій погоджується піти в гори, але Кметь стріляє йому вслід. На стрілянину збігаються поліції та схоплюють Андрія.
Від Славка Анничка дізнається, що Андрій потрапив у полон до німців. Анничка вирішує вийти заміж за Романа, щоб підмовити його дати Кметю кілька військовополонених для збору збіжжя. На весіллі Анничка чує дзвін розбитого посуду і це нагадує їй про страту Іванка. Вона покидає святкування, тоді Роман дає ляпаса Серафимі. Він дарує свого коня хлопчику, якого теж звуть Іванком. Тим часом Славко дає поліцаям горілки зі снодійним. Коли вони засинають, Анничка випускає полонених, серед них і Андрія, та тікає з ним у гори. Кметь стріляє їм услід і влучає в дочку.

## Актори
- Любов Рум'янцева-Чорновал — Анничка, Ганна Кметь, дочка пана Кметя
- Ґріґоре Ґріґоріу — Андрій, поранений червоноармієць з Центральної України
- Костянтин Степанков — Ґазда Кметь, пан, заможний гуцул
- Іван Миколайчук — Роман Деміш, Анниччин наречений, молодий гуцул, що став німецьким поліцаєм і охоронцем у таборі для військовополонених
- Борислав Брондуков — Крупяк, він же пан Крупенко, головний поліцай
- Анатолій Барчук — Ярослав, батрак у пана Кметя
- Іван Гаврилюк — Іванко, молодий гуцул, Романів друг, співчувальник партизанів, що його поліцаї та фашисти змусили танцювати на битому склі й застрелили
- Ольга Ножкіна — Марія, мати Анниччина
- Василь Симчич — Семен, батрак у пана Ґазди Кметя
- Федір Стригун — пан Шуцман
- Нінель Жуковська — Серафима, попівна, поліцайка (в титрах — Н. Козловська)
- Віктор Степаненко — Віктор, радянський полонений
- В епізодах: Борис Івченко, Ю. Попелов, Г. Гараджук, Віталій Розстальний, Віктор Мірошниченко
- У зйомках фільму брали участь жителі міста Верховини

## Знімальна група
- Режисер-постановник: Борис Івченко
- Сценаристи: Борис Загорулько, Віктор Івченко
- Оператор-постановник: Микола Кульчицький
- Оператор комбінованих зйомок: Микола Іллюшин
- Художник-постановник: Валерій Новаков
- Композитор: Вадим Гомоляка
- Звукооператор: Рива Бісновата
- Режисер: Юлій Слупський
- Оператори: Валентина Тишковець, Віктор Дембський
- Художник-декоратор: Микола Поштаренко
- Художник-гример: М. Блажевич
- Художник по костюмах: А. Мартинова
- Асистенти режисера: Ю. Хоменко, Л. Кустова
- Асистенти оператора: В. Саченко, І. Татарчук
- Монтаж: Тетяна Сивчикова
- Редактори: Григорій Зельдович, Володимир Чорний
- Текст пісень Михайла Ткача
- Державний симфонічний оркестр УРСР, диригент: Володимир Кожухар
- Хор українського радіо, хормейстер: Григорій Куляба
- Директор картини: Тетяна Кульчицька

## Створення
Фільм знято за сценарієм, який у 1966 році запропонував кіностудії ім. О. Довженка львівський журналіст Борис Терентійович Загорулько. В його основі — однойменна повість Загорулька, опублікована 1965 року в журналі «Вітчизна». Молодий літератор не мав сценарного досвіду, тому попросив затвердити співсценаристом Віктора Івченка, який вже зняв у 1959 році фільм «Іванна» зі схожим сюжетом. Знімати фільм доручили синові й учню Віктора Івченка Борису. «Анничка» стала дебютом 29-річного режисера. За первісним задумом, Анничка піддалася б заклику піти на службу до німців, але заборона батька і жалість до матері її зупинили б. Згодом від цього моменту відмовилися на користь інших, що «покажуть безперспективність діяльності Серафими, вороже ставлення населення до націоналістів».
Борис Івченко знімав фільм у сценарній послідовності в тій же місцевості, де раніше фільмували «Тіні забутих предків» (1965). Зйомки відбувалися в Верховині, біля Жаб'ївського потоку. Для зйомок використовувалася справжня гуцульська хата родини Ласкурійчуків, збудована 1918 року. Господарі на півроку поступилися нею знімальній команді та переселилися в одну кімнату. Велику частку хронометражу склали зйомки природи Карпат: з 2378 м плівки на неї припадає 1941,5 м. У зйомках брали участь жителі Яремчі і Верховини; зокрема образ місцевої цілительки Нанашки зіграла 85-ирічна селянка Ганна Гараджук (до цього вона грала в «Олексі Довбуші» (1959) Віктора Іванова й «Тінях забутих предків» Параджанова. Роль одного з головних персонажів, нареченого Аннички Романа, зіграв Іван Миколайчук, який родом з Буковини. Його товариша і суперника в коханні зіграв уродженець Львівщини Іван Гаврилюк, третьокурсник інституту ім. І. Карпенка-Карого. Роль Іванка стала його дебютом.

## Сприйняття
Американський славіст Віталій Чернецький описав «Анничку» як аномалію радянського кіно. Фільм наслідує деякі зі стереотипів презентації персонажів, які були в «Іванні» (1959) Віктора Івченка (батька Бориса Івченка): «знову наївна, але внутрішньо глибоко позитивна молода жінка, що слідуючи волі свого батька обручається із нацистським колаборантом, якого знову звати Роман; вона знову організує втечу полонених і знову трагічно гине через неї». Проте в «Анничці» персонажі більш неоднозначні і навіть Роман або батько головної героїні гуманізовані й зображені з певною симпатією. Це продовження тенденції, початої в «Альпійській баладі» (1965) та «Ніхто не хотів вмирати» (1966). За словами критика, «„Анничка“ робить свій важливий внесок у зміну парадигми совєтьского кіна про Другу світову війну, зокрема у майже повній відсутності на екрані будь-яких деталей, що можна було б ідентифікувати як совєтські, а також у виразно пацифістських поглядах, що їх попервах сповідає головна героїня (а також її мати) […] Анничка глибоко індивідуалістично покладається лише сама на себе, що контрастує із традиційним наголошуванням на колективізмі у совєтській ідеології». Примітно також, що це фільм, дія якого розгортається в карпатській Україні, тоді як переважна більшість радянських фільмів про Другу світову війну в Україні показують східні регіони.

## Нагороди
- 1969 — спеціальна премія журі — «Золота вежа Байона» — Міжнародний кінофестиваль у Пномпені (Камбоджа).
- 1969 — Диплом Борису Івченку за режисерський дебют — Кінофестиваль республік України й Закавказзя у Києві.

## Касові збори
Касові збори в СРСР зазвичай не повідомляли загалу, але було відомо кількість проданих квитків. Зокрема фільм «Анничка» як в Радянській Україні, так і в інших радянських республіках переглянули у 1969 році 25,1 млн глядачів, що дозволило стрічці посісти 19 місце у прокаті СРСР у 1969 році.

## Музей на честь фільму у Верховині

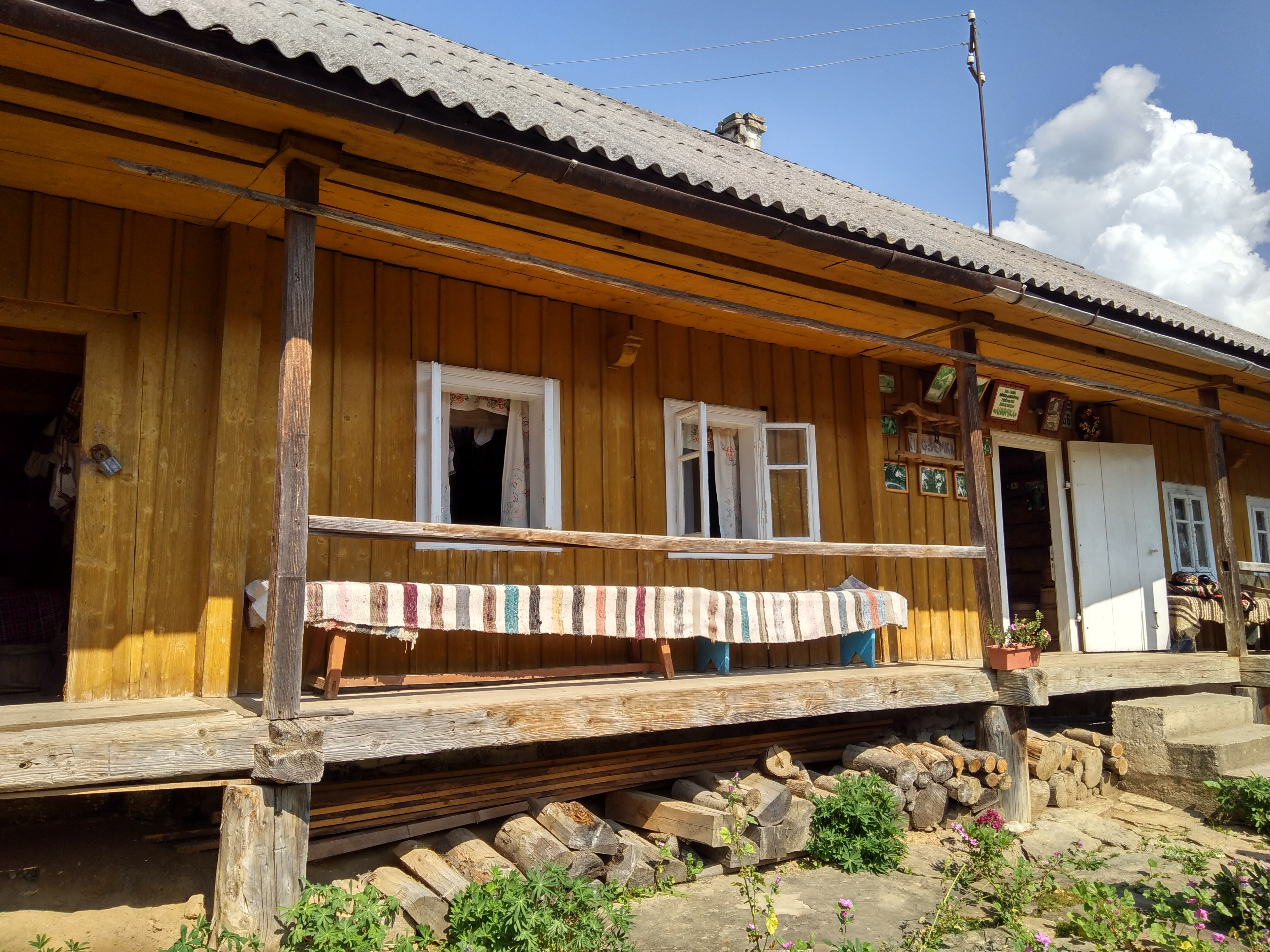
Музей фільму в смт Верховина

У смт Верховина у хаті, де проходили зйомки фільму, облаштовано музей фільму «Анничка» у 2016 році.